# Municipio de Warwick (condado de Lancaster)
El municipio de Warwick (en inglés, Warwick Township) es un municipio del condado de Lancaster, Pensilvania, Estados Unidos. Tiene una población estimada, a mediados de 2023, de 19 218 habitantes.

## Geografía
Está ubicado en las coordenadas 40°09′19″N 76°16′52″O / 40.15528, -76.28111 (40.155407, -76.28109).

## Demografía
Según la estimación 2018-2022 de la Oficina del Censo, los ingresos medios de los hogares son de $89,409 y los ingresos medios de las familias son de $118,737. Los ingresos medios en los últimos doce meses, medidos en dólares de 2022, son de $47,201. Alrededor del 5.7% de la población está por debajo de la línea de pobreza.